# Psammomys
Psammomys (Псамоміс) — рід родини мишеві (Muridae).

## Види
- Psammomys obesus (Cretzschmar, 1828)
- Psammomys vexillaris (Thomas, 1925)

## Поширення
Живе в північній Африці і на Близькому Сході в сухих місцях проживання, таких як пустелі, напівпустелі, ділянки з травою або чагарниковою рослинністю або кам'янисті ділянки. 

## Стиль життя
Вони риють підземні комплекси з кількома тунелями і камерами: часто їх можна побачити сидячими біля входу на задніх лапах. Їжею в основному служать рослини родини Amaranthaceae.  

## Відтворення
Самиці, ймовірно, можуть злучатися протягом усього року. Вагітність триває близько 25 днів за сприятливих умов і може тривати за нестачі їжі близько 35 днів. Від двох до п'яти дитинчат народжуються в приплоді, які ссуть молоко близько трьох тижнів.

## Фізичні характеристики
Забарвлення верху тіла варіюється від червонувато-коричневого до жовто-коричневого і піщаного. Живіт і ноги жовтуваті. Довжина тіла від 13 до 18,5 см, а довжина хвоста від 11 до 15 см, вага від 80 до 200 грам. На кінці хвоста є слабкий пензлик. 